# Zillebeke

Lage in der Gemeinde Ypern

Zillebeke ist ein Dorf in der belgischen Provinz Westflandern und ein Ortsteil von Ypern mit rund 2200 Einwohnern und einer Fläche von 1734 Hektar. Bis 1977 war es eine eigenständige Gemeinde, zu der seit 1971 auch Hollebeke und Voormezele gehörten (heute ebenfalls nach Ypern eingemeindet).
Zillebeke liegt einen Kilometer südöstlich des Stadtrands von Ypern an der Straße nach Zandvoorde. Westlich des Dorfzentrums liegt der Zillebekevijver, ein im 13. Jahrhundert angelegter 28 Hektar großer künstlicher See, der zur Trinkwasserversorgung der Stadt Ypern dient.
Auf der Fläche des Ortsteils liegen 17 Soldatenfriedhöfe mit insgesamt über 21.000 meist britischen Toten des Ersten Weltkriegs sowie ein großer Minenkrater mit 79 Metern Durchmesser (Caterpillar) aus derselben Zeit. Südlich der Stadt liegt der „Hügel 60“, um den während der Kämpfe im Ypernbogen gefochten wurde.
Zillebeke unterhält eine Partnerschaft mit dem baden-württembergischen Seelbach, dessen Name auf dieselbe Wurzel zurückgeht (sala + baki = Wohnplatz am Bach).

## Sehenswürdigkeiten
- Sanctuary Wood Museum Hill 62
- Hill 62 Memorial
- Tyne Cot Commonwealth War Graves Cemetery and Memorial to the Missing
- Hooge Crater Museum
- Bellewaerde (Vergnügungspark)

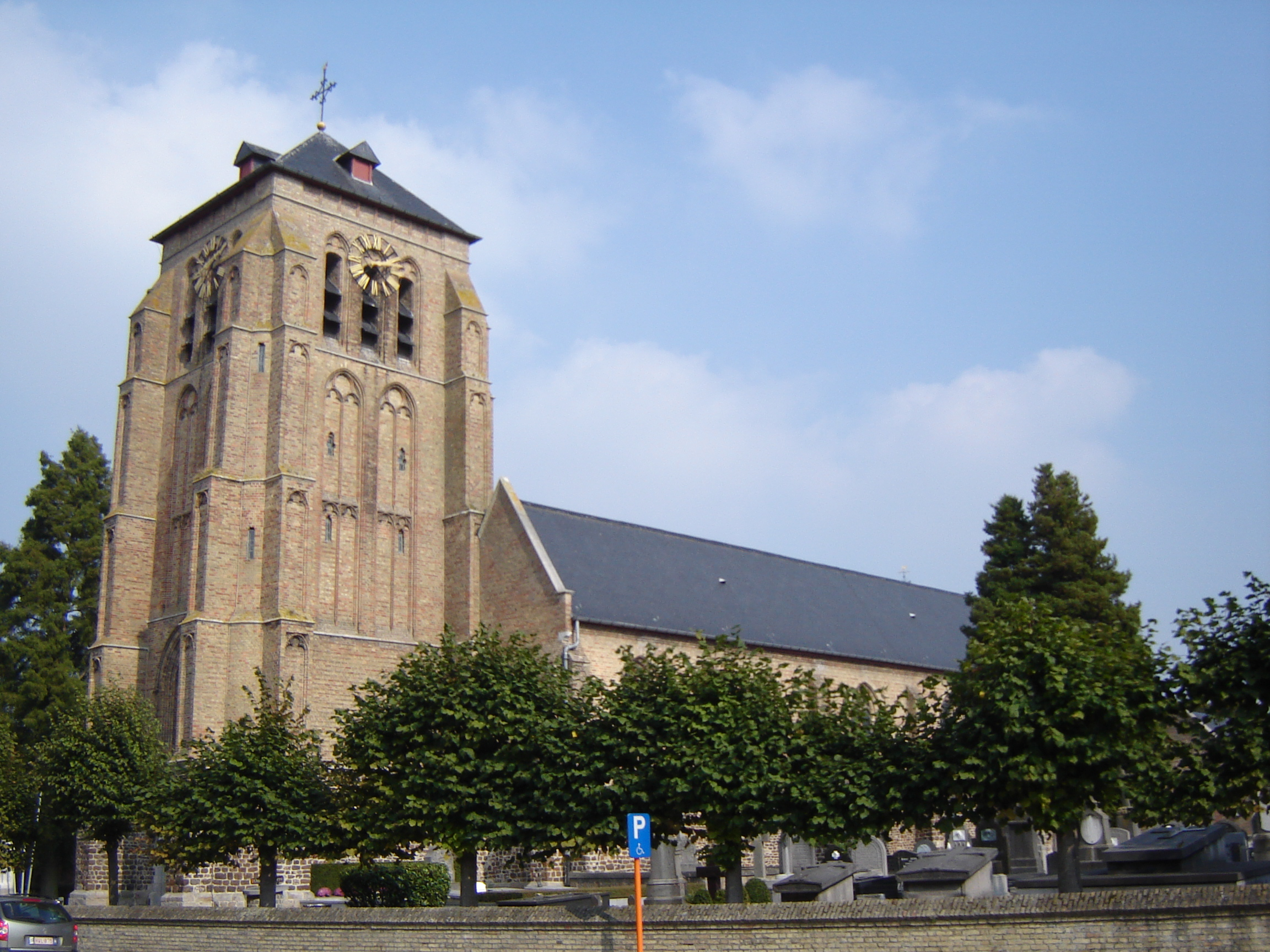
Kirche St. Katharina
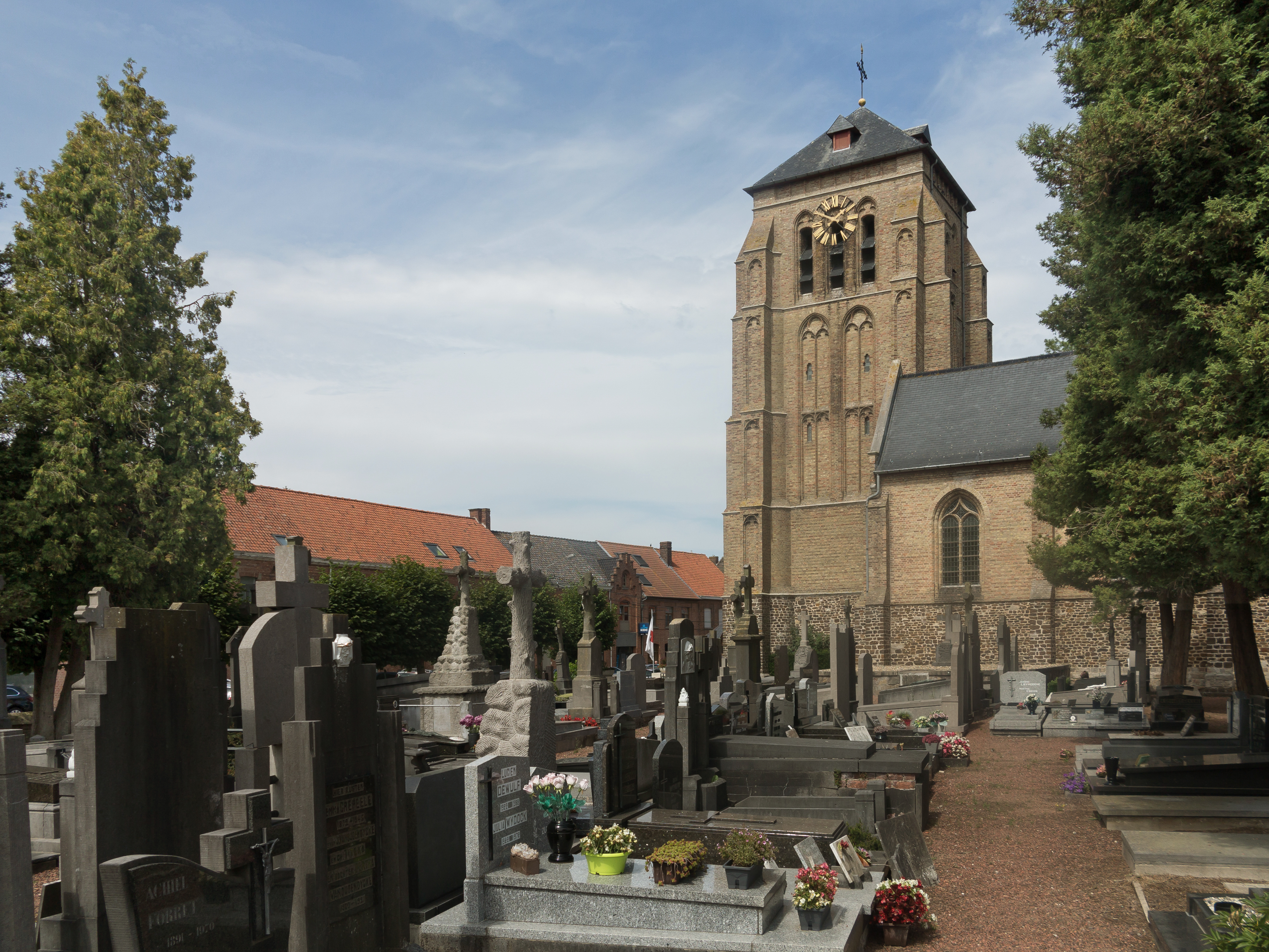
Kirche und Friedhof
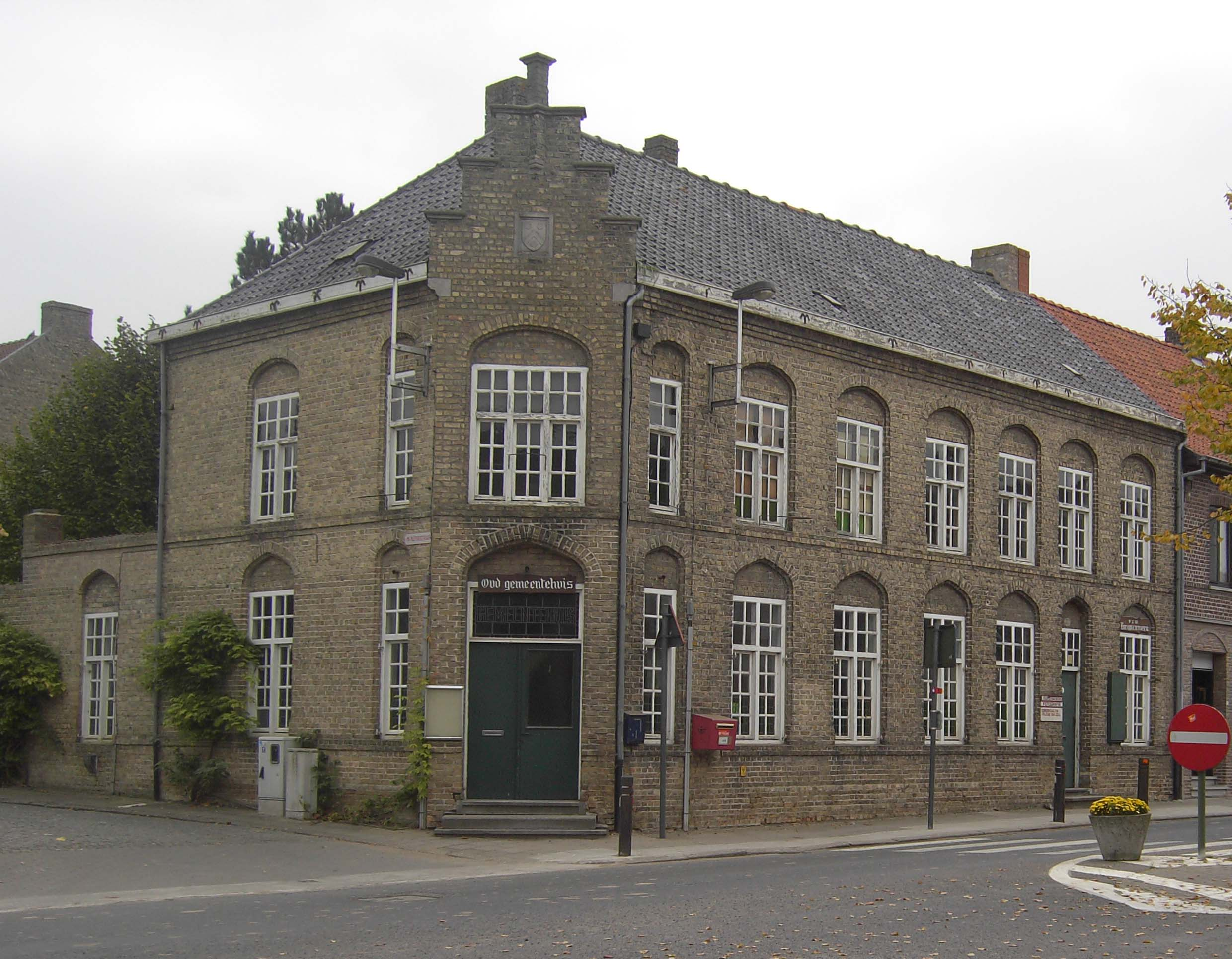
Ehemaliges Gemeindehaus
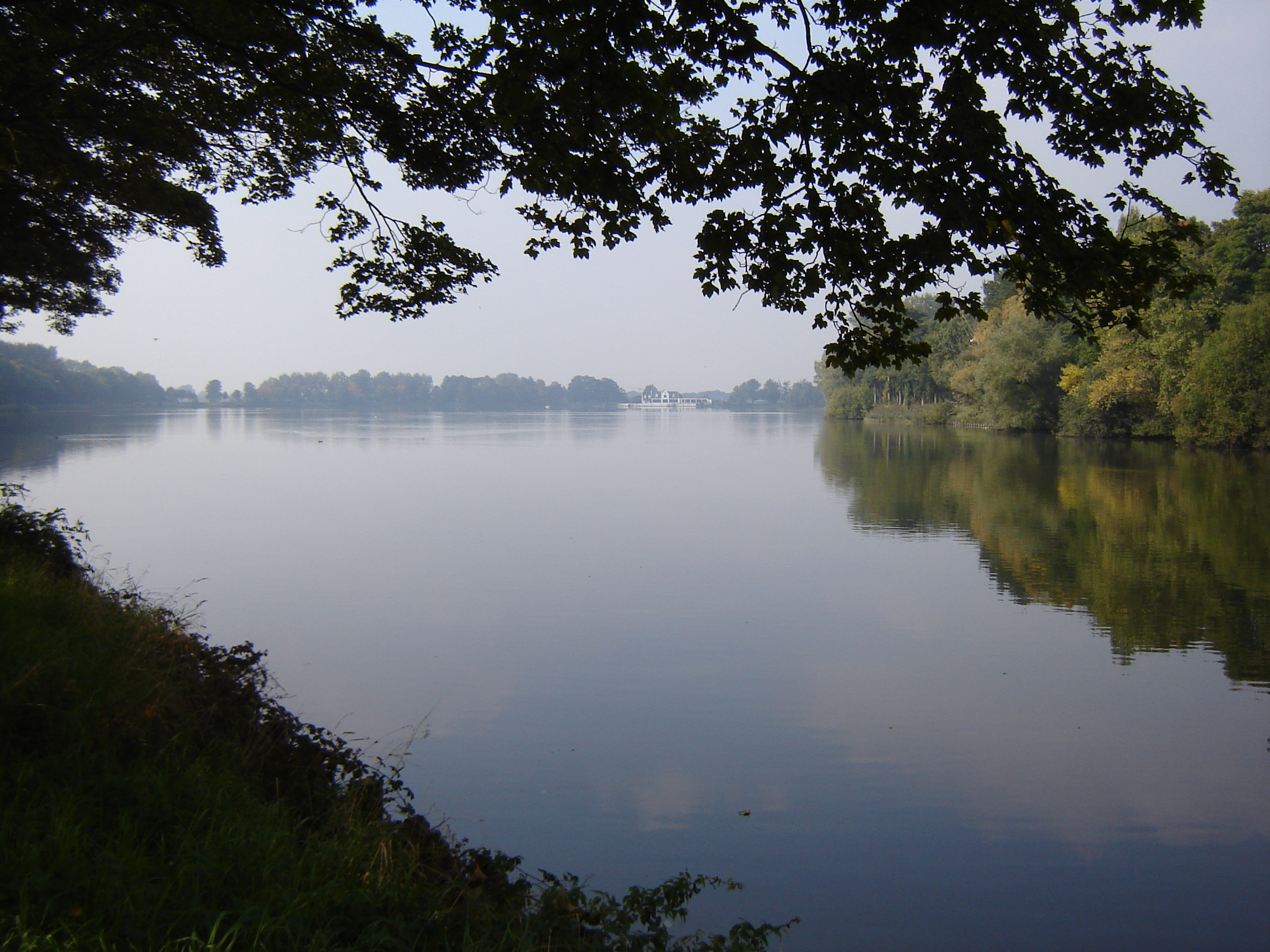
Zillebekevijver
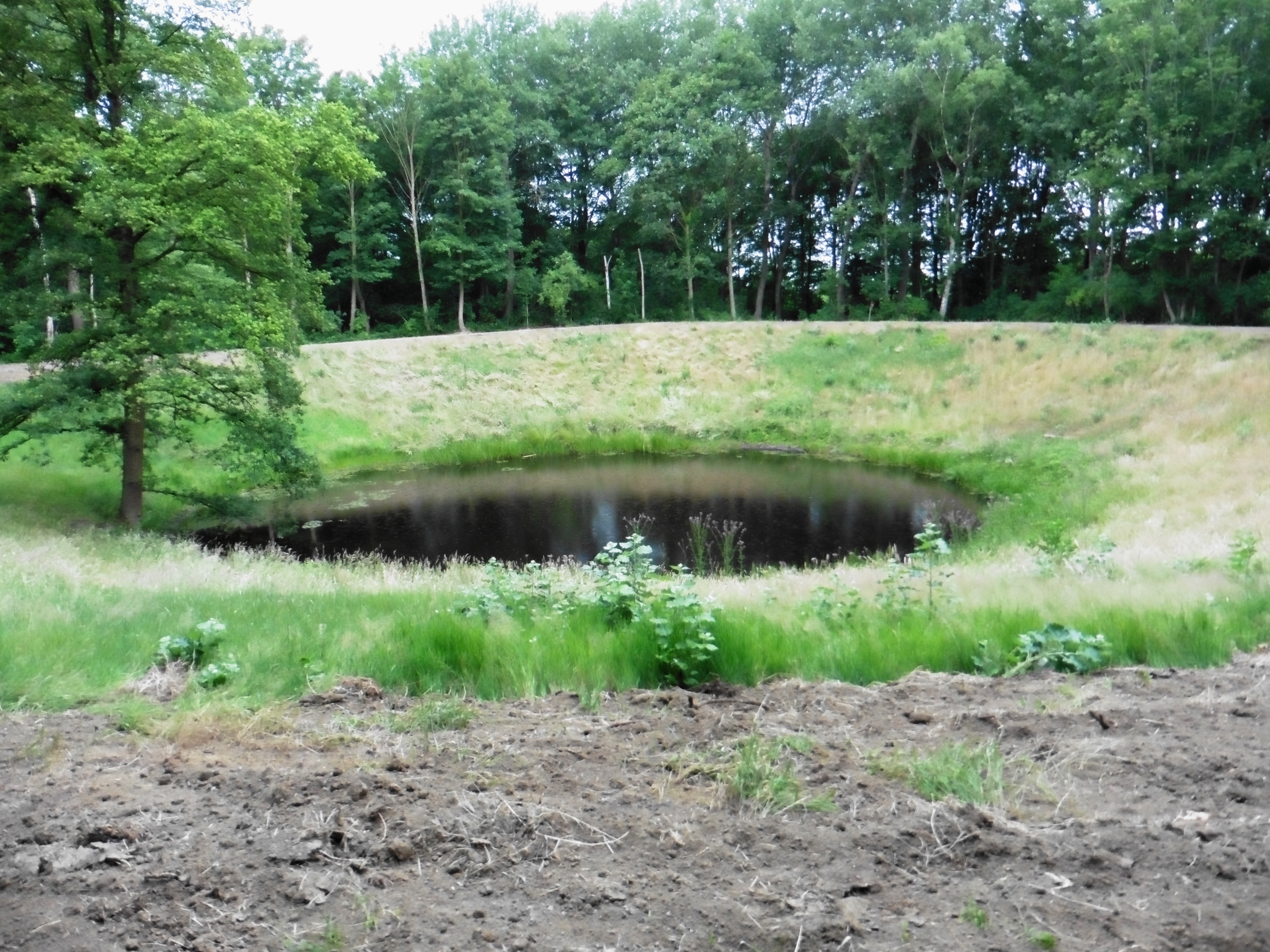
Minenkrater